# 和业广场

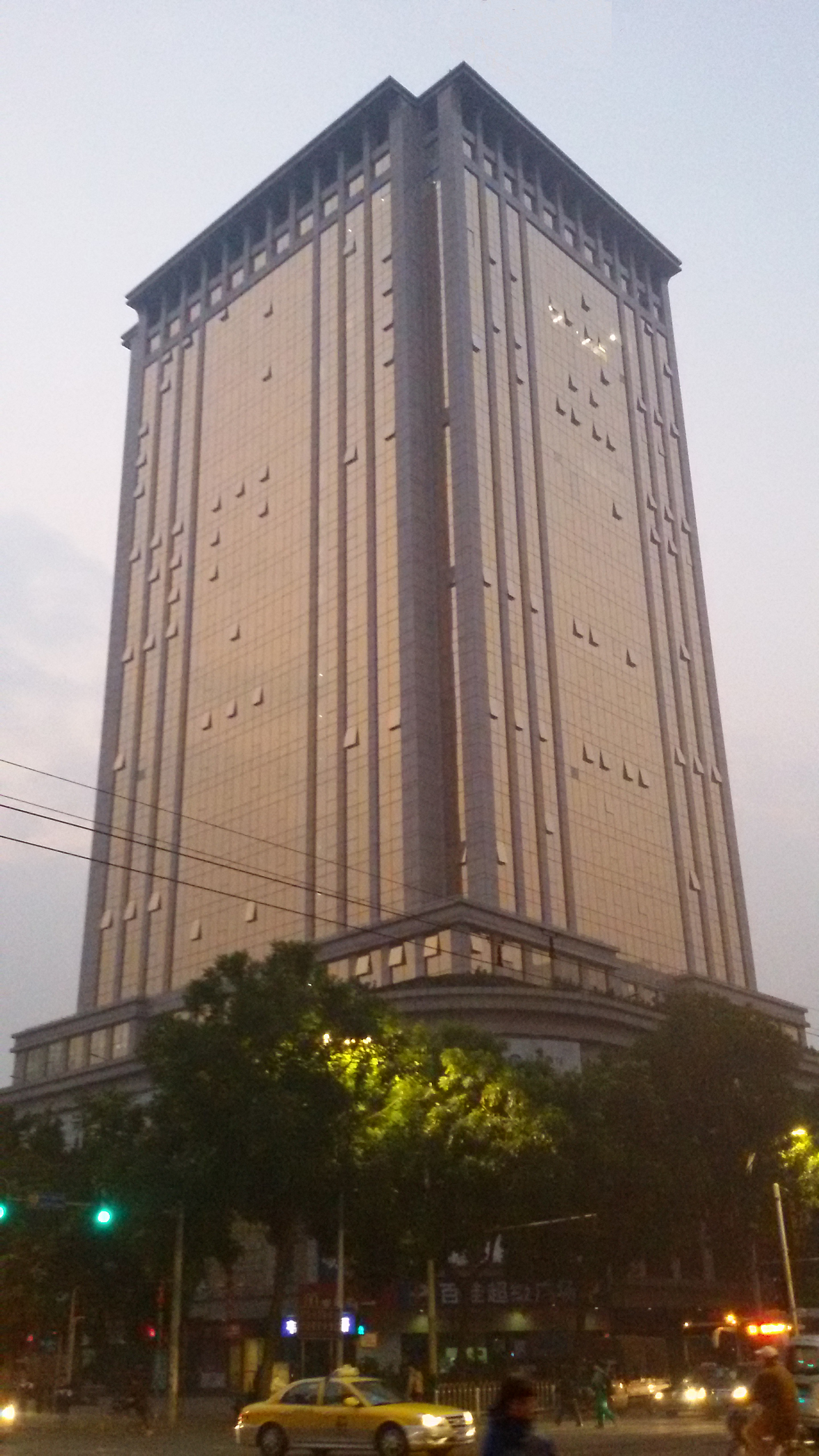
和业广场的办公楼

和业广场，原名和泰广场、广州康王中心，位于中国广州市康王中路与龙津东路交汇处，是一座集商业、游乐、办公为一体的商贸大厦。
占地12929平方米，建筑面积85244平方米，共29层，其中地上26层，地下3层。负2、负3层为地下停车场，负1至4层为商业用房，5至26层为办公塔楼。工程于2007年动工建设，2009年5月竣工，开发商为广东泰记投资有限公司。由广东泰记和天投资有限公司属下的广州市和泰物业服务有限公司管理。

## 拆迁事件
位于该地块的原龙津东路604、606号由于建设该大厦需要拆除，而潘姓屋主不满拆迁补偿，坚守房屋达3年。该事件受到当时的重庆杨家坪拆迁事件影响，受到广泛关注，被称为广州最牛钉子户。该房子最终于2007年6月15日被强行拆除，屋主等3人因暴力抗法被拘留。